# Järlasjön
Järlasjön är en insjö huvudsakligen belägen i Nacka kommun med sin västligaste del inom Stockholms kommun. Sjön har fått sitt namn efter Järla gård som omnämns första gången 1426.

## Beskrivning
Sjön består av fyra bassänger åtskilda av trånga sund. Sjöns östra del öster om Saltsjöbadsleden kallas Kolbottensjön och har förbindelse med övrig del av sjön endast genom en plåttrumma under vägen. Plåttrumman går att passera med kanot. Bassängen mellan Saltsjöbadsleden och Kranglan kallas Övre Järlasjön. Den största och djupaste bassängen ligger mellan Kranglan och Nackanäs. Djupet är där som störst 22 m utanför bostadsområdet Järla sjö. Sjöns västra del väster om Nackanäs kallas för Sicklasjön. Sjöns längd är ca 5 km.
Sjön ligger 4,7 meter över havets yta och rinner ut via Sickla Sluss och Sickla Kanal i Hammarby sjö. Tillrinning sker via Nacka Ström från Dammtorpssjön. Innan Hammarby sjö avsänktes på 1920-talet låg den på Järlasjöns nivå, så att sjöarna egentligen var samma. Sjön var officiellt en farled fram till 1977.
I sjön finns ett bestånd av bäver, med tre bäverhyddor (2006) samt inplanterade signalkräftor.

## Bilder

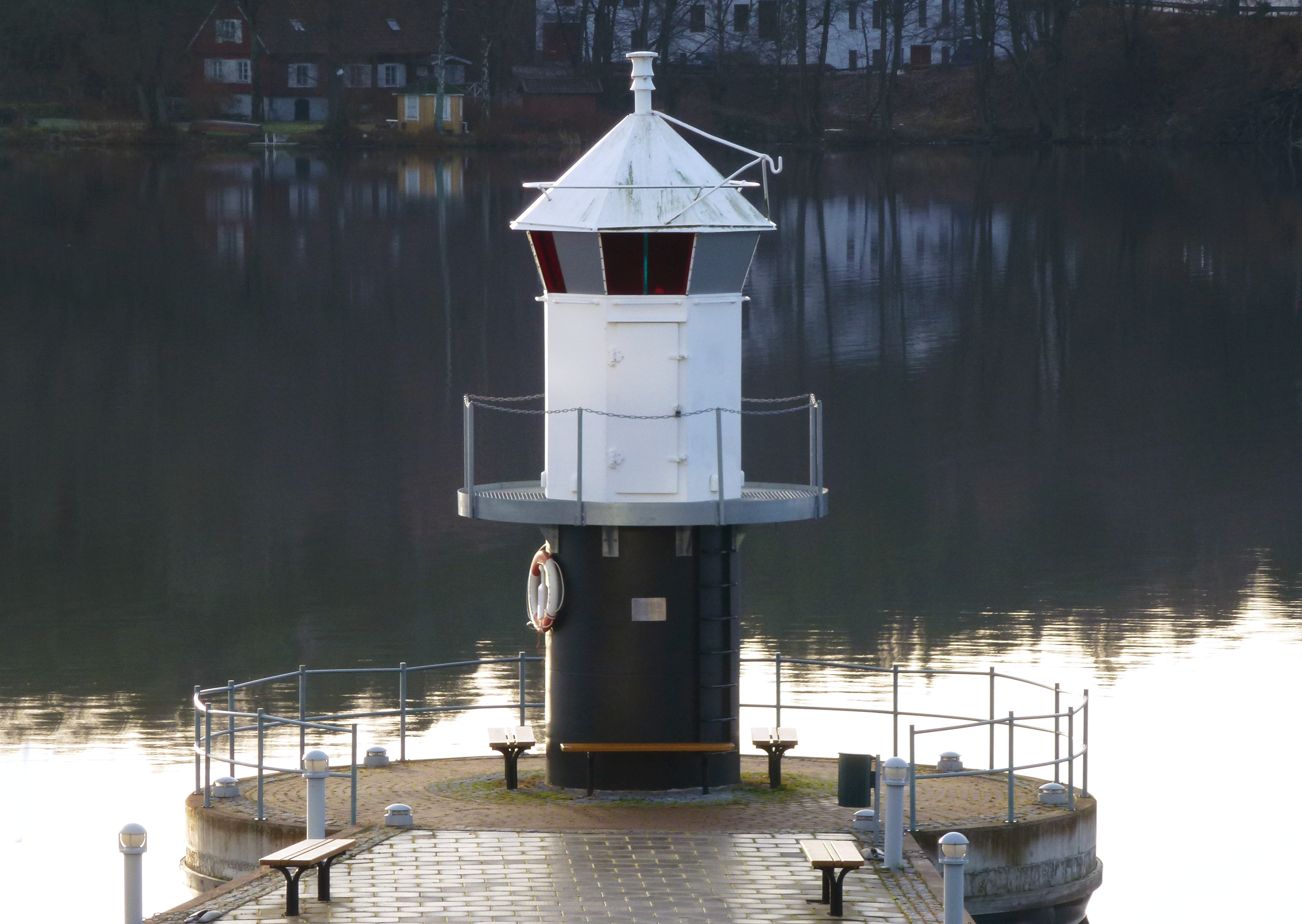
Fyren vid bostadsområdet Järla sjö.
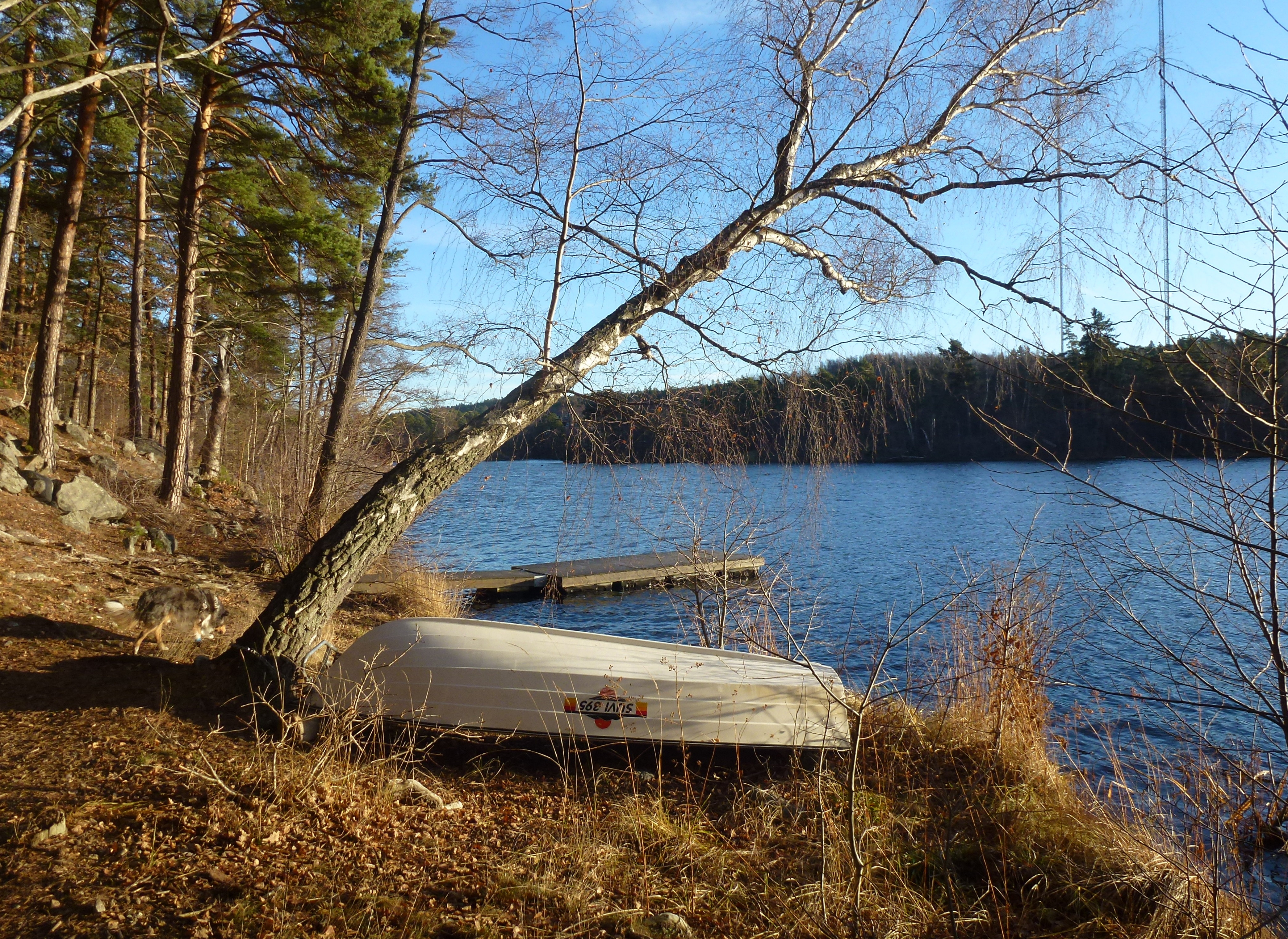
Norra stranden vid Storängen.
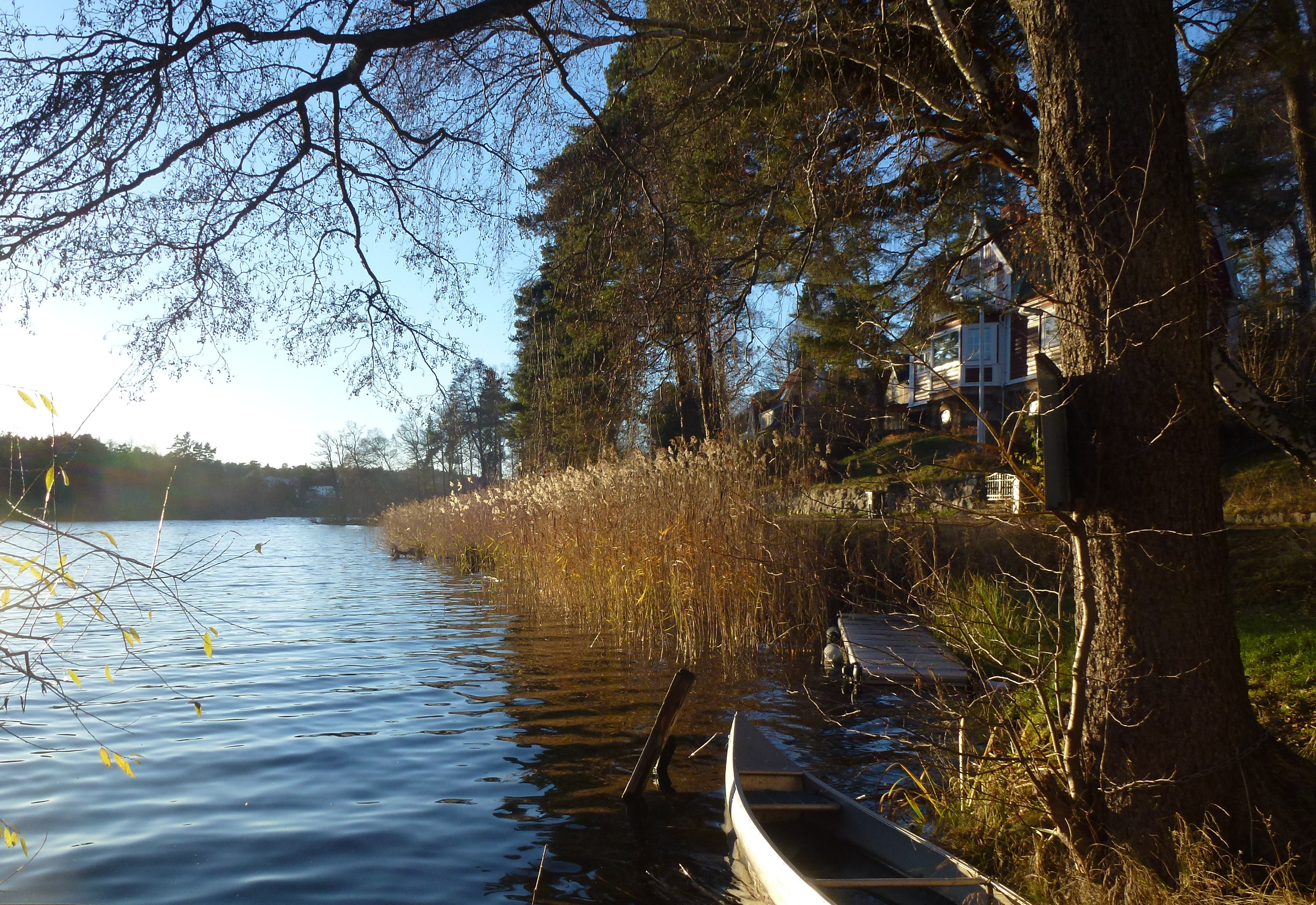
Vy västerut vid Storängen.
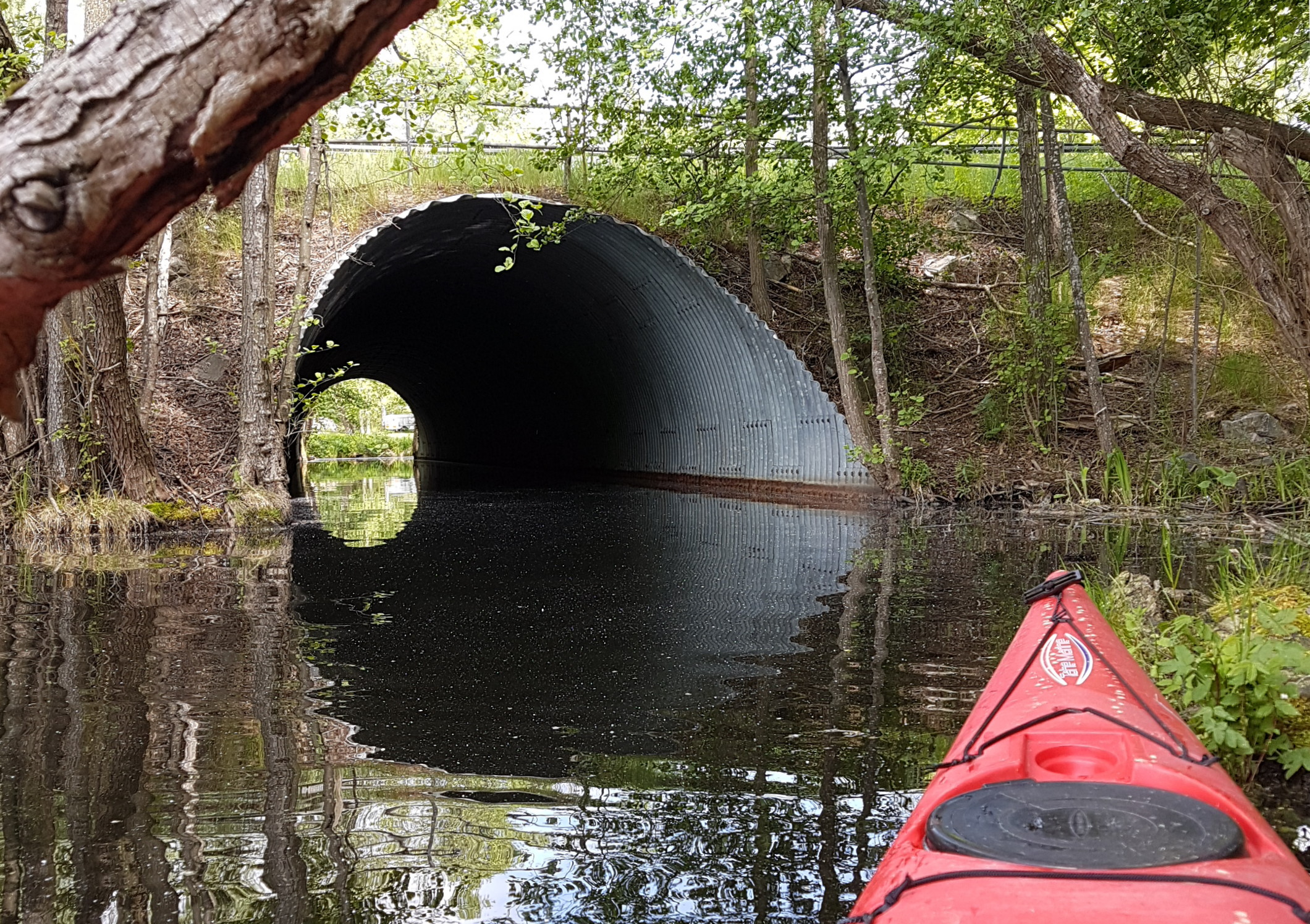
Plåttrumman under Saltsjöbadsleden leder in i Kolbottensjön.

## Fisk
Vid provfiske har följande fisk fångats i sjön:
- Abborre
- Björkna
- Braxen
- Gärs
- Gädda
- Gös
- Lake
- Löja
- Mört
- Sutare

## Delavrinningsområde
Järlasjön ingår i delavrinningsområde (657804-163366) som SMHI kallar för Utloppet av Sicklasjön. Medelhöjden är 28 meter över havet och ytan är 7,1 kvadratkilometer. Räknas de 6 avrinningsområdena uppströms in blir den ackumulerade arean 20,98 kvadratkilometer. Avrinningsområdets utflöde Nackaån mynnar i havet. Avrinningsområdet består mestadels av skog (25 procent). Avrinningsområdet har 0,86 kvadratkilometer vattenytor vilket ger det en sjöprocent på 12,1 procent. Bebyggelsen i området täcker en yta av 4,46 kvadratkilometer eller 63 procent av avrinningsområdet.

## Intressanta områden vid sjön
- Kyrkviken
- Bostadsområdet Järla sjö
- Bostadsområdet Ekudden
- Bostadsområdet Hästhagen
- Villaområdet Storängen
- Villaområdet Fannydal
- Villaområdet Nysätra
- Nackanäs värdshus
- Kranglan
- Stubbsund